# Botryobasidium tubulicystidium
Botryobasidium tubulicystidium är en svampart som beskrevs av G. Langer 1994. Botryobasidium tubulicystidium ingår i släktet Botryobasidium och familjen Botryobasidiaceae.   Inga underarter finns listade i Catalogue of Life.